# Guerre froide arabe
Guerre froide
La guerre froide arabe (arabe : الحرب العربية الباردة al-ḥarb al-`arabiyyah al-bāridah) était une rivalité politique dans le monde arabe du début des années 1950 à la fin des années 1970 dans le cadre de la guerre froide au sens large. Le début généralement accepté de la guerre froide arabe fut la révolution égyptienne de 1952, qui conduisit finalement Gamal Abdel Nasser à devenir président de l'Égypte en 1956. Par la suite, les républiques arabes nouvellement établies, définies par un nationalisme laïc révolutionnaire et s'inspirant largement de l'Égypte de Nasser, étaient engagées dans des rivalités politiques plus ou moins féroces avec les monarchies arabes conservatrices traditionalistes, dirigées principalement par l’Arabie saoudite. Le point final approximatif de cette période de rivalités et de conflits internes est généralement considéré comme étant la révolution iranienne de 1979, qui a culminé avec l'installation de l'ayatollah Rouhollah Khomeini à la tête du gouvernement théocratique iranien. Par la suite, l’âpreté des conflits intra-arabes a été éclipsée par une nouvelle ère de tensions arabo-iraniennes.

## Arrière-plan
Au cours de cette période, l’histoire des États arabes varie considérablement. En 1956, année de la crise de Suez, seuls l'Égypte, la Syrie, le Liban, la Tunisie et le Soudan, parmi les États arabes, étaient des républiques, qui toutes, dans une certaine mesure, souscrivaient à l’idéologie nationaliste arabe, ou du moins y prêtaient un soutien de pure forme. La Jordanie et l’Irak étaient tous deux des monarchies hachémites, Le Maroc, la Libye, l'Arabie saoudite et le Yémen du Nord avaient tous des dynasties indépendantes et l'Algérie, le Yémen du Sud, Oman et les États de la Trêve sont restés soit sous la domination coloniale française, soit sous occupation britannique. En 1960, l'Irak, la Tunisie, l'Algérie et le Yémen du Nord avaient des gouvernements républicains ou des insurrections nationalistes arabes tandis que le Liban connaissait une quasi-guerre civile entre des factions au sein du gouvernement alignées sur les États-Unis et des factions nationalistes arabes au sein du gouvernement qui étaient alignés sur les politiques égyptiennes.
Étant donné que les conflits de cette période ont varié au fil du temps, selon des lieux et des perspectives différents, la date est différente selon les sources. Des sources jordaniennes, par exemple, datent le début de la guerre froide arabe à avril 1957 tandis que des sources palestiniennes notent que la période de 1962 à 1967 est la plus significative pour eux, mais dans le contexte arabe plus large.

## Histoire
Lors de la révolution égyptienne de 1952, le Mouvement des officiers libres renversa le roi Farouk. Les Officiers Libres, dirigés par Mohamed Naguib et Gamal Abdel Nasser, ont lancé un programme visant à changer radicalement l'Égypte en démantelant la féodalité, en mettant fin à l'influence britannique en Égypte et en abolissant la monarchie et l'aristocratie. En 1953, ils ont déclaré l’Égypte république. Le 26 juillet 1956, Nasser nationalisa le canal de Suez, à la suite du retrait de l'offre du Royaume-Uni et des États-Unis de financer la construction du haut barrage d'Assouan, en réponse aux nouveaux liens de l'Égypte avec l'Union soviétique. Le Royaume-Uni et la France ont ensuite conclu un pacte secret avec Israël pour envahir conjointement l'Égypte, mais ont été contraints de reculer lors de ce que l'on appelle la crise de Suez. Nasser est sorti de la guerre avec un grand prestige, en tant que « leader incontesté du nationalisme arabe ».
Nasser a utilisé un certain nombre d’instruments politiques pour accroître sa visibilité dans le monde arabe – depuis des émissions de radio telles que la Voix des Arabes jusqu’à l’envoi organisé de professionnels égyptiens politiquement actifs, généralement des enseignants.
En juillet 1958, le royaume hachémite d'Irak fut renversé, le roi, le prince héritier, le premier ministre et la plupart des membres de la famille royale étant tous tués par les révolutionnaires nationalistes. La monarchie irakienne a également été remplacée par une république à orientation nationaliste arabe. Les forces soutenant Nasser et le nationalisme semblaient ascendantes, et les anciennes monarchies arabes semblaient en péril. En 1969, un autre royaume arabe tomba, lorsque le Mouvement des Officiers Libres de Libye, un groupe d'officiers militaires rebelles dirigé par le colonel Mouammar Kadhafi, renversa le Royaume de Libye dirigé par le roi Idris.
En Arabie Saoudite, la popularité de Nasser était telle que certains princes saoudiens (dirigés par le prince Talal bin Abdul Aziz) se rallièrent à sa cause du socialisme arabe. En 1962, un pilote de l'armée de l'air saoudienne a fait défection au Caire. Il y a eu des signes de « troubles et de subversion » en 1965 et 1966, « particulièrement » dans la région productrice de pétrole saoudienne. En 1969, un complot nassérien a été découvert par le gouvernement saoudien « impliquant 28 officiers de l'armée, 34 officiers de l'armée de l'air, neuf autres militaires et 27 civils »,.
Au début des années 1960, Nasser envoya une armée expéditionnaire au Yémen pour soutenir les forces anti-monarchistes pendant la guerre civile du Yémen du Nord . Les royalistes du Yémen étaient soutenus par l’Arabie saoudite et la Jordanie (les deux monarchies). La puissance aérienne égyptienne a frappé des villes frontalières saoudiennes comme Najran en décembre 1962.
À la fin des années 1960, le prestige de Nasser fut diminué par l'échec politique de l' union politique entre l'Égypte et la Syrie et par les échecs militaires au Yémen où la guerre civile s'enlisa malgré son engagement à déployer des milliers de soldats pour renverser les monarchistes, et particulièrement avec Israël où L'Égypte a perdu la péninsule du Sinaï et entre 10 000 et 15 000 soldats tués pendant la guerre des Six Jours . À la fin de 1967, Nasser et le ministre saoudien des Affaires étrangères, le prince Faisal, ont signé un traité en vertu duquel Nasser retirerait ses 20 000 soldats du Yémen, Faisal cesserait d'envoyer des armes aux royalistes yéménites et trois États arabes neutres enverraient des observateurs.

### Renouveau islamique
Bien que beaucoup plus petit en population que l'Égypte, le Royaume d'Arabie saoudite possédait des richesses pétrolières et un prestige en tant que pays de La Mecque et de Médine, les deux villes les plus saintes de l'Islam. Pour utiliser l'Islam comme contrepoids au socialisme arabe de Nasser, l'Arabie Saoudite a parrainé une conférence islamique internationale à La Mecque en 1962. Elle a créé la Ligue islamique mondiale, dédiée à la propagation de l'Islam et à la promotion de la solidarité islamique. La Ligue a été « extrêmement efficace » dans la promotion de l'Islam, en particulier de l'Islam conservateur wahhabite, et a également servi à combattre les « idéologies radicales étrangères » (telles que le socialisme arabe) dans le monde musulman.
Particulièrement après la guerre des Six Jours , le renouveau islamique s'est renforcé dans tout le monde arabe. Après la mort de Nasser en 1970, son successeur, Anouar el-Sadate, a mis l’accent sur la religion et la libéralisation économique plutôt que sur le nationalisme et le socialisme arabes. Lors de la défaite « fracassante » de l’Égypte en 1967, « Terre, Mer et Air » avait été le slogan militaire, lors de la victoire perçue de la guerre d'octobre 1973, il a été remplacé par le cri de guerre islamique d'Allahu Akbar. Alors que la guerre d'octobre 1973 a été déclenchée par l'Égypte et la Syrie pour reprendre les terres conquises en 1967 par Israël , selon le politologue français Gilles Kepel , les « vrais vainqueurs » de la guerre étaient les « pays arabes exportateurs de pétrole ». , dont l'embargo contre les alliés occidentaux d'Israël a stoppé la contre-offensive d'Israël. Le succès politique de l'embargo a renforcé le prestige des auteurs de l'embargo, et la réduction de l'offre mondiale de pétrole a fait monter en flèche les prix du pétrole (de 3 dollars américains le baril à près de 12 dollars) et avec eux, les revenus des exportateurs de pétrole. Cela place les États arabes exportateurs de pétrole dans une « position clairement dominante au sein du monde musulman ».

## Conflits

### Années 1950
- Révolution égyptienne de 1952
- Intifada irakienne (1952)
- Coup d'État syrien de 1954
- Guerre du Djebel Akhdar
- Guerre d'Algérie
- Tentative de coup d’État militaire jordanien en 1957
- Crise syrienne de 1957
- Révolution irakienne
- Crise de 1958 au Liban
- Insurrection de Mossoul de 1959

### Années 1960
- Opération Vantage (1961)
- Crise de Bizerte
- Coup d'État syrien de 1961
- Guerre civile du Yémen du Nord
- Révolution de Ramadan
- Coup d'État baasiste en Syrie de 1963
- Guerre du Dhofar
- Guerre des Sables
- Révolution du 14 octobre
- Coup d'État inter-baasiste en Syrie de 1966
- Insurrection palestinienne au Sud-Liban
- Mouvement correctif (Yémen)
- Coup d'État soudanais de 1969
- Coup d'État de 1969 en Libye
- Guerre d'Al-Wadiah

### Années 1970
- Septembre noir (1970-1971)
- Mouvement correctif (Syrie)
- Coup d'État soudanais de 1971
- Conflit inter-yéménite de 1972
- Guerre civile libanaise
- Guerre du Sahara occidental
- Insurrection des Frères musulmans en Syrie
- Guerre égypto-libyenne
- Conflit tchado-libyen
- Rébellion du Front démocratique national yéménite
- Conflit inter-yéménite de 1979
- Révolte du Khouzistan de 1979
- Purge du parti Baas irakien en 1979

### Années 1980
- Guerre Iran-Irak
- Coup d'État de 1985 au Soudan
- Guerre civile du Yémen du Sud
- Attentats à la bombe de Damas en 1986

### Années 1990
- Unification du Yémen
- Invasion du Koweït
- Guerre du Golfe
- Insurrection irakienne de 1991
- Guerre civile algérienne
- Guerre civile yéménite de 1994